# Ибрагимова, Карина Хабирова
Карина Хабировна Ибрагимова (род. 8 июля 1996, Кокшетау) — казахстанская боксёрша-любитель, выступающая в полулёгой и в лёгкой весовых категориях. Член сборной Казахстана по боксу, заслуженный мастер спорта Республики Казахстан, трёхкратный призёр чемпионатов мира (2018, 2022, 2023), серебряный призёр Азиатских игр (2022), чемпион Азии (2022), многократная победительница и призёр международных и национальных турниров в любителях.

## Любительская карьера
Неоднократный призёр национального чемпионата в весовой категории до 60 кг.
В ноябре 2018 года завоевала бронзовую медаль в весе до 60 кг на 10-м чемпионате мира по боксу среди женщин в Индии, где она в полуфинальном поединке встретилась с опытной ирландкой Келли Энн Харрингтон, и уступила ей со счётом 0:5, завершив выступление на мировом первенстве.
В октябре 2023 года стала серебряным призёром Азиатских игр в Ханчжоу (Китай), в весе до 57 кг, и завоевала лицензию на Олимпийские игры 2024 года. Где она в четвертьфинале по очкам единогласным решением судей (5:0) победила представительницу Монголии Намун Монхор, затем в полуфинале по очкам раздельным решением судей (3:2) победила таджикскую боксёршу Мижгону Самадову, но в финале по очкам единогласным решением судей со счетом 0:5 проиграла опытной представительнице Тайваня Линь Юйтин.